# Mamadou Tangara

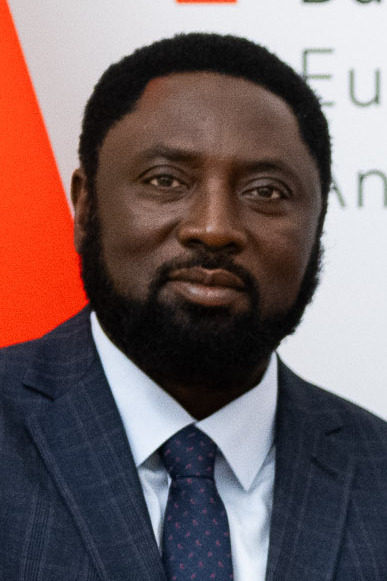
Mamadou Tangara (2023)

Mamadou Tangara (* 4. Juni 1965 in Bathurst, heute Banjul) ist ein Politiker und Diplomat des westafrikanischen Staates Gambia, der mehrmals Minister sowie zwischen 2013 und 2016 Ständiger Vertreter und Botschafter bei den Vereinten Nationen war und dieses Amt erneut 2017–2018 bekleidete. Seit dem 29. Juni 2018 ist er erneut gambischer Außenminister.

## Leben
Tangara begann seine akademische Bildung auf der Université Mohamed I in Oujda (Marokko) mit dem Erwerb eines Zertifikats. An der gleichen Universität 1992 den Bachelor of Arts und 1993 den Bachelor of Arts Honours. Auf der Université catholique de Louvain in Belgien machte er von 1998 bis 1999 ein Diplôme d’études spécialisées in Demographie. Auf der Université de Limoges (Frankreich) erwarb er von 1999 bis 2000 den Diplôme d’études approfondies (DEA-Mphil) in Semiologie der kulturelle Interaktion. 2006 bis 2007 promovierte er auf der Université de Limoges.
Weitere Stationen in seinem Bildungsweg waren verschiedene Zertifikate in Frankreich, Belgien, Tansania, Senegal und Gambia von 1994 bis 2009.
In seiner beruflichen Laufbahn war er unter anderem von 1994 bis 2000 Lehrer am Gambia College anschließend ab Dozent für Französische Sprache an der Universität von Gambia.
Am 4. Februar 2010 wurde Tangara von Präsident Yahya Jammeh ins Kabinett als Minister für Hochschulwesen, Wissenschaft und Technologie (englisch Minister of Higher Education, Research, Science and Technology) als Nachfolger von Crispin Grey-Johnson berufen und am 10. Februar 2010 im Amt vereidigt. Am 7. Juni 2010 wechselte er das Ressort und wurde Minister für Äußeres, internationale Zusammenarbeit und Auslandsgambier (englisch Minister of Foreign Affairs, International Cooperation and Gambians Abroad) als Nachfolger von Ousman Jammeh. Im April 2012 wurde er als Minister für Äußeres, internationale Zusammenarbeit und Auslandsgambier von Mambury Njie abgelöst und übernahm daraufhin zunächst kurzzeitig das Amt des Ministers für Fischerei, Wasserressourcen und Angelegenheiten der Nationalversammlung (englisch Minister for Fisheries, Water Resources and National Assembly Matters). Am 23. August 2012 wurde er erneut Außenminister, aber bereits am 1. Dezember 2012 durch Susan Waffa-Ogoo abgelöst. Danach war er zwischen Dezember 2012 und September 2013 abermals Minister für Hochschulwesen, Wissenschaft und Technologie war.
Im September 2013 übernahm Tangara erstmals den Posten als Ständiger Vertreter und Botschafter bei den Vereinten Nationen und übergab am 18. September 2013 sein Akkreditierungsschreiben an UN-Generalsekretär Ban Ki-moon. Dieses Amt hatte er bis 2016 inne. Im Mai 2017 wurde er abermals zum Ständigen Vertreter und Botschafter der Seychellen bei den Vereinten Nationen ernannt und übergab am 3. Mai 2017 sein Akkreditierungsschreiben an UN-Generalsekretär António Guterres.
Bei einer größeren Kabinettsumbildung unter Präsident Adama Barrow am 29. Juni 2018 wurde Tangara ins Kabinett berufen und als Minister für Äußeres, internationale Kooperationen und Gambier im Ausland (englisch Minister of Foreign Affairs, International Cooperation and Gambians Abroad) eingesetzt.
Am 3. Juli 2025 hatte Tangara seinen Rücktritt als Außenminister eingereicht, nachdem er für eine neue Rolle bei der Afrikanischen Union bestätigt wurde. Er trat die Stelle als Sonderbeauftragter der Kommission der Afrikanischen Union in Mali und der Sahelzone sowie als Leiter des MISAHEL-Büros in Bamako, Mali, an.

## Familie
Tangara ist verheiratet und Vater von fünf Kindern.

## Auszeichnungen
Den Order of the Republic of The Gambia mit der Ausprägung Member (MRG) erhielt Tangara im Februar 2010.